# Скиба Роман Степанович
Роман Степанович Скиба (*26 жовтня 1970, Львів) — український поет проросійських поглядів. 

## Біографія
Народився 1970 р. у Львові. Закінчив філологічний факультет Львівського державного університету ім. І. Франка (1992). Член Національної Спілки письменників України (з 1993 р.). [джерело?]
Перша збірка «Мене назвуть листопадом» датована 1992 роком («Український письменник», 1992). Її перевидання та друга збірка «Усміх дракона» вийшли одночасно у дрогобицькому видавництві «Відродження» (1993 р.). Ще одна — «Тінь сови» — там же у 1994 р.
1998 р. у видавництві «Смолоскип» (Київ) — побачила світ збірка «Хвороба росту», що вмістила три попередні книги й наступну — «Зоря Аркада» .
Збірка «Одіссея — 2000» матеріалізувалась у львівському видавництві «Сполом» у 2002 та у 2005 рр. Зібране видання «П'ятизнак, або Життя і нежить» явлене 2008 р.
Р. Скиба також є автором книжок для дітей — «Зайчик і дощик» (Ранок, 2006 р.), «Кожному по скибці» (Апріорі, 2007 р.), «Кольоровинки» (Грані — Т, 2008 р.), «Рибне місце» (Богдан, 2010 р.), «Перевіршики» (Богдан, 2010 р.), «Баламутинки» (Видавництво Старого Лева, 2011 р.). Один з авторів всеукраїнських дитячих видань «Ангелятко» та «Ангеляткова наука».
Ініціатор і шеф-редактор Богемного Вістника «Культреванш».
Додатково до літературного амплуа відомий як продюсер мистецьких проектів.

## Політична позиція
Неодноразово заявляв, що в результаті Революції Гідності до влади в Україні прийшов фашистський режим, а російську агресію називав громадянською війною. Проукраїнські рухи та реформи називав проявами нацизму.

### Поетичні книги
- Мене назовуть листопадом (1992, 1993), Київ, видавництво «Український письменник»
- Осінь на місяці, або Усміх дракона (1993), Дрогобич, Львівська область, видавництво «Відродження»
- Тінь сови (1994), Дрогобич, Львівська область, видавництво «Відродження»
- Хвороба росту (1998), Львів, видавництво «Сполом»
- Одіссея-2000 (2002, 2005), Львів, видавництво «Сполом»
- П'ятизнак, або Життя і нежить (2008), Львів, видавництво «Апріорі», Київ, видавництво «Маузер»

#### Книги для дітей
- Зайчик і дощик (2006), Харків, видавництво «Ранок»
- Кожному по скибці (2007), Львів, видавництво «Апріорі»
- Кольоровинки (2008), Київ, видавництво «Грані-Т»
- Рибне місце (2010), Тернопіль, видавництво «Богдан»
- Перевіршики (2010), Тернопіль, видавництво «Богдан»
- Баламутинки (2011), Львів, «Видавництво Старого Лева»

## Нагороди
- 1991 — лауреат конкурсу Гранослов
- 1997 — лауреат конкурсу Видавництво «Смолоскип»
- 1998 — премія дитячого журналу «Соняшник» — «Найбільшій дитині 1998 року»
- 1999 — премія «Благовест»
- 2000 — премія журналу Кур'єр Кривбасу
- 2002 — премія арт-клубу «OsтаNNя барикада» і Мистецького агентства «ЧУММА» — «Поету в законі»
- 2008 — премія фестивалю-конкурсу Просто так (2008 р.)